# Theo Bierkens
Theo Bierkens (* 9. April 1955 in den Niederlanden) ist ein niederländischer Kameramann.

## Leben
Theo Bierkens arbeitete zehn Jahre lang beim Film, bevor er sich beim American Film Institute zum Kameramann ausbilden ließ. Nachdem er als Beleuchter und Kameraassistent gearbeitet hatte, debütierte er 1982 mit der niederländischen Fernsehserie Das Geheimnis des siebten Weges als Kameramann. Für seine Kameraarbeit an dem Dokumentarfilm König der letzten Tage und an dem Kinofilm Der Liebeswunsch wurde Bierkens 1994 und 2007 jeweils mit dem Deutschen Kamerapreis ausgezeichnet. Für seine Arbeiten an den beiden Fernsehfilmen Himmelreich auf Erden und Der Anwalt und sein Gast wurde er 2003 mit dem Deutschen Fernsehpreis als bester Kameramann ausgezeichnet.
Bierkens ist Mitglied im Berufsverband Kinematografie (BVK).

## Filmografie (Auswahl)
- 1982: Das Geheimnis des siebten Weges (De Zevensprong, Fernsehserie, 13 Folgen)
- ab 1986: Tatort (Fernsehreihe)
  - 1986:  Freunde
  - 2003:  Wenn Frauen Austern essen
  - 2011:  Auskreuzung
  - 2016:  Narben
  - 2017:  Nachbarn
  - 2020:  Monster
  - 2021:  Der Tod der Anderen
  - 2021:  Die Kalten und die Toten
  - 2022:  Liebe mich!
  - 2023:  Abbruchkante
- 1991: Pizza Colonia
- 1992: Das Zeichen (De Johnsons)
- 1993: König der letzten Tage
- 1994: 1000 Rosen
- 1994: In einer heißen Nacht (De Flat)
- 1995: Mutters Courage
- 1996: Mortinho por Chegar a Casa
- 1998: Bin ich schön?
- 1998: Die Stunde des Lichts (When the Light Comes)
- 2001: Die Entdeckung des Himmels (The Discovery of Heaven)
- 2002: Himmelreich auf Erden
- 2003: Der Anwalt und sein Gast
- 2003: Katzenzungen
- 2006: Der Liebeswunsch
- 2006: Franziskas Gespür für Männer
- 2010: Ken Folletts Eisfieber
- 2012: Zwei übern Berg
- 2012: Eine Frau verschwindet
- 2012: Spreewaldkrimi – Eine tödliche Legende
- 2013: Tod einer Polizistin
- 2014: Helen Dorn – Das dritte Mädchen
- 2014: Helen Dorn – Unter Kontrolle
- 2015: Der verlorene Bruder
- 2017: Brandnächte
- 2018: Südstadt
- 2018: Polizeiruf 110: Crash
- 2019: Polizeiruf 110: Zehn Rosen
- 2020: Polizeiruf 110: Totes Rennen
- 2020: Unterleuten – Das zerrissene Dorf
- 2022: Die Wannseekonferenz
- 2024: Sie sagt. Er sagt.
- 2025: Sturm kommt auf (Fernsehfilm)